# Siniestro

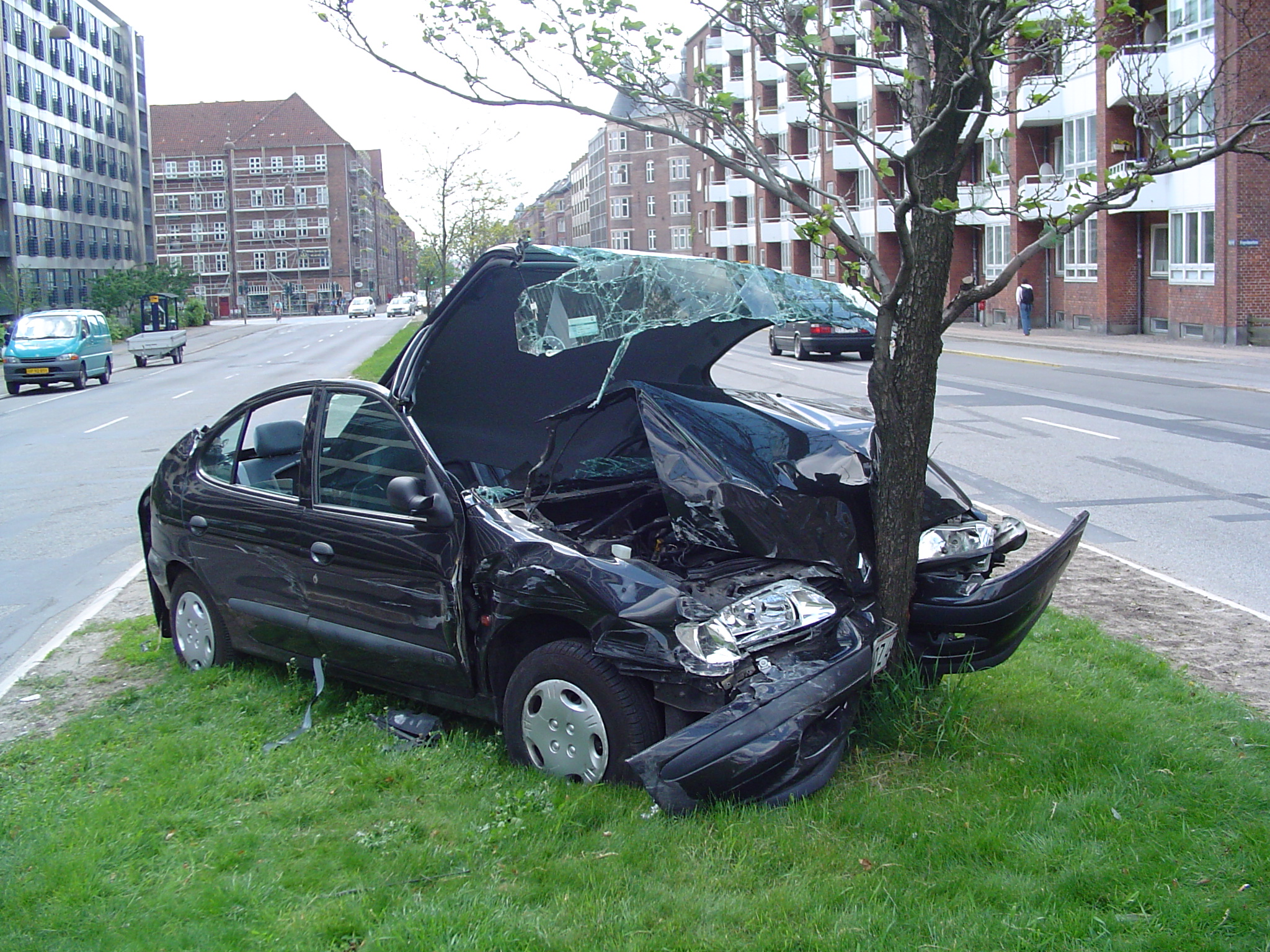
Choque automovilístico en Jagtvej, Copenhague, Dinamarca

El término siniestro, en los contratos de seguro, indica el acontecimiento a que se hace referencia para la operatividad efectiva. El tipo de acontecimiento puede variar sensiblemente, en función del tipo de garantía prestada en la póliza, para la cual es oportuno referirse también a tal voz para el mayor esclarecimiento del suceso. Por ejemplo, son objeto de garantía riesgos como hurto, incendio, responsabilidad civil, autoría profesional, naufragio, accidente de aviación o ferroviario, muerte, lesión y muchos otros azares.
De acuerdo con el Diccionario de la lengua española, el término significa, en un contrato de seguro, la concreción del riesgo cubierto en dicho contrato que determina el nacimiento de la prestación de la compañía aseguradora.

## Etimología
Siniestro procede de la voz latina sinister, sinistri, femenino sinistra, con significado que entra por la izquierda, mano izquierda, por oposición a destra, mano derecha.

## Voces similares
- Seguro
- Atestiguado de riesgo
- Convenio indemnizo dirigido
- Accidente
- Accidente de aviación
- Accidente nuclear
- Incidente físico
- Accidente de tránsito
- Reaseguro
- Autoría Civil Automóviles